# 軟式飛船

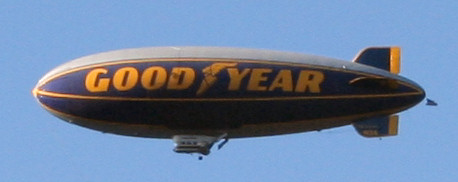
The Spirit of Goodyear，一艘固特異公司的軟式飛船。

軟式飛船（英語：或）是指沒有結構框架或龍骨設置的飛行船。不像半硬式飛船或硬式飛船（例如齊柏林飛船），軟式飛船靠著內裝氣體的壓力與容器的強度來維持其形狀。
B級軟式飛船（B class blimps）在一戰與戰間期前期時被美國海軍用於巡邏用途。